# 矮斑鬚鯊
矮斑鬚鯊（學名：Orectolobus parvimaculatus），為軟骨魚綱鬚鯊目鬚鯊科鬚鯊屬的一種。分布於東印度洋澳洲西南部海域，深度9至135公尺，本魚體延長，前部寬扁，後部細小，頭相當寬扁，體色多變，背部顏色豐富，呈褐色、灰色和黃色，上面覆蓋著密集的淺色不規則條紋和大而環形的眼狀斑，背鰭有交替的深色和淺色邊緣斑點，佈滿蒼白的網狀結構，尾部有深色馬鞍斑，軀幹腹面主要均勻蒼白，鼻鬚呈雙葉狀。第一背鰭起點位於中腹鰭基部上方，上顎有21-22排牙齒，體長可達88.5公分，棲息在大陸棚礁沙混合區域，為底棲性魚類，屬肉食性，卵胎生，生活習性不明。